# Rosa León
Rosa León Conde (Madrid; 4 de septiembre de 1951) es una cantante y política española.

## Trayectoria

### Música
Comienza su carrera musical a principios de los años setenta en una formación llamada Rosa y Jorge, junto a Jorge Krahe, cantando en diferentes locales con un estilo que ya empieza a anunciar una cierta crítica sociopolítica.
Tras grabar su primer sencillo en 1972 (Las cuatro y diez), en 1973, ya en solitario, graba su primer LP titulado De alguna manera, que incluye varias canciones de Luis Eduardo Aute y versionó dos poemas de Mario Benedetti. En 1974 edita el LP de temas infantiles Cuentopos, banda sonora del programa de televisión homónimo, y que incluye la célebre Canción de la vacuna. En años sucesivos volvería a hacer incursiones en la música infantil con Música para niños (1983), Canciones para niños 2 (1988) y Los cochinitos (1996).
En 1975 publicó Al alba, que incluye el tema homónimo, también de Aute, una canción de amor que Rosa León cantó como una crítica soterrada a los últimos fusilamientos del franquismo y, por extensión, a la pena de muerte.
Después de grabar el álbum Tiempo al tiempo en 1978, que no logra resultados espectaculares en el mercado de ventas, Rosa León no vuelve a editar un disco hasta 1983, con Rosa se está buscando en el espejo, que incluye el éxito ¡Ay paloma!.
A partir de ese momento, edita con periodicidad, destacando entre su producción el directo Amigas mías (1986) y cuatro discos grabados para el público infantil.
En los últimos años se ha dedicado más a la producción de otros artistas (El Consorcio, María Dolores Pradera, Clara Montes...) que a la interpretación.

### Televisión
El primer contacto de Rosa León con la televisión se produce en 1974 en el programa infantil Cuentopos, que coprotagoniza con Tina Sáinz, Manuel Galiana y Juan Diego. Siete años después haría lo propio con La cometa blanca, de Lolo Rico.
En 1987 presentó el programa musical A media voz, en Televisión española, y dos años después volvió a dirigirse al público infantil en el programa Sopa de gansos.

### Política
Comprometida desde siempre con causas políticas, Rosa León Ingresó en el Partido Comunista de España en 1977. En los últimos años ha estado vinculada al Partido Socialista Obrero Español y entre mayo de 2004 y septiembre de 2007, fue concejal del Ayuntamiento de Madrid por dicho partido. A partir de esa fecha colaboró con el Ministerio de Cultura. En agosto de 2008 y 2011 fue directora del Instituto Cervantes en Casablanca y posteriormente en el de Dublín. Desde el 31 de octubre de 2024 es miembro del Consejo de RTVE a propuesta del PSOE.

## Vida personal
Su padre es el tirador olímpico Ángel León Gozalo, y es hermana de la también cantautora Julia León y de la actriz Eva León, se matriculó en la carrera de Ciencias Económicas en la Universidad Complutense de Madrid, carrera que abandonaría por la de Ciencias Químicas. Casada con el director de cine José Luis García Sánchez, y padres ambos del también director de cine Víctor García León.

## Discografía

### Álbumes de estudio
- De alguna manera (1973)
- Cuentopos (1974)
- Al alba (1975)
- Oído por ahí (1976)
- Tiempo al tiempo (1978)
- 8. Festival des politischen Liedes (1978, álbum colectivo)
- Rosa se está buscando en el espejo (1983)
- Canciones para niños (1983)
- Cuenta conmigo (1984)
- Amigas mías (1986)
- Y si partimos todo a la mitad (1986)
- Rosa León (1988)
- Canciones para niños 2 (1988)
- Paloma desesperada (1989)
- Mujeres (1991)
- ¡Ay amor! (1992)
- Los cochinitos (1996)
- Canciones infantiles (2001)
- Érase una vez (2006)